# Alsjöholm
Alsjöholm är kyrkby i Oskars socken och en tidigare småort i Nybro kommun två mil söder om Nybro i Kalmar län.
I Alsjöholm ligger Oskars kyrka.
I Alsjöholm fanns fram till 1950 ett mejeri.

## Administrativ historik
SCB räknade Alsjöholm som en småort vid den första avgränsningen år 1990 och likaså 1995 och 2000. Till avgränsningen 2005 hade orten under 50 invånare och räknades därmed inte längre som en småort. Från 2010 avgränsar SCB här återigen en småort som nu har 52 invånare på 12 hektar. 2015 hade folkmängden minskat till under 50 igen.